# Осиновецкое сельское поселение
Осинове́цкое се́льское поселе́ние — упразднённое муниципальное образование в составе Палехского района Ивановской области России. Административный центр — деревня Тёплово. На территории поселения находятся 8 населённых пунктов.
Образовано 25 февраля 2005 года, в соответствии с Законом Ивановской области N 46-ОЗ «О городском и сельских поселениях в Палехском муниципальном районе».
Главой поселения и Главой администрации является Воронина Надежда Леонидовна  (недоступная ссылка).

## Географические данные
- Общая площадь: ? км²
- Расположение: северо-западная часть Палехского района
- Граничит:
  - на севере — с
  - на северо-востоке — с
  - на востоке — с
  - на юго-востоке — с
  - на юго-западе — с
  - на западе — с
  - на северо-западе — с

## Население
В состав поселения входят следующие населённые пункты:
- Крутцы — село
- Ерёмкино — деревня
- Зубиха — деревня
- Ломы — деревня
- Осиновец — деревня
- Погорелка — деревня
- Тёплово — деревня, административный центр
- Теличново — деревня

Общая численность населения — ? человек.